# Zdobycie Damaszku przez muzułmanów
Zdobycie Damaszku przez muzułmanów – zdobycie Damaszku przez wojska kalifatu arabskiego, które miało miejsce w roku 634 lub 635.

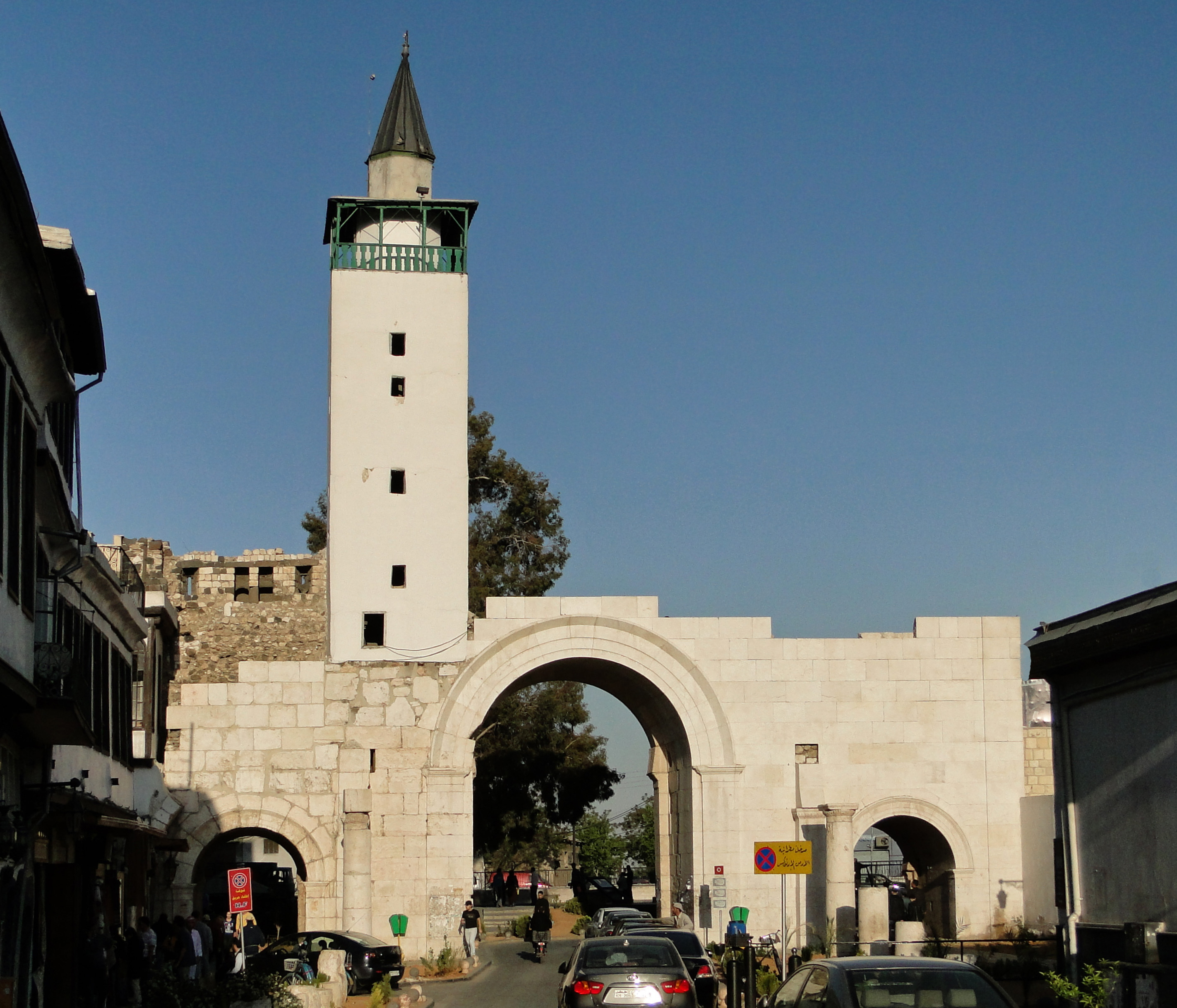
Brama Szarki przez którą zgodnie z jedną z tradycji miały wkroczyć do miasta siły Chalida ibn al-Walida

Podobnie jak w przypadku innych wydarzeń z okresu podbojów arabskich oblężenie Damaszku jest nam znane niemal wyłącznie z bardzo późno spisanej arabskiej tradycji ustnej, która jest ze sobą w wielu miejscach sprzeczna i w niewielkim stopniu może być zweryfikowana. Według niej po muzułmańskim zwycięstwie w bitwie pod Adżnadajn niedobitki sił bizantyńskich wycofały się do Damaszku i w pościgu za nimi do miasta dotarli muzułmanie. Źródła arabskie podają bardzo różne długości oblężenia, od 4 do 14 miesięcy, można zatem jedynie powiedzieć, że miało ono miejsce gdzieś w roku 634 albo 635, bądź też na przełomie tych dwóch lat. W arabskiej tradycji przechował się obraz arabskiej armii, której wodzowie rozłożyli się przy poszczególnych bramach miasta: Chalid ibn al-Walid przy Bramie Wschodniej (Bab Szarki), Amr ibn al-As przy Bramie św. Tomasza (Bab Tuma), Abu Ubajda przy dzisiaj już nieistniejącej Bramie Dżabija po stronie zachodniej zaś Jazid ibn Abi Sufjan przy Małej Bramie oraz Bramie Kajsan po stronie południowej. Muzułmanie rozlokowali także część swoich sił na drodze na północ od Damaszku. To one miały przechwycić oddziały jazdy, które na odsiecz miastu miał przesłać przebywający w Himsie Herakliusz (610 - 641).
Wydaje się, iż muzułmanie nie posiadali jakichkolwiek machin oblężniczych, stąd mogli jedynie założyć blokadę miasta, licząc na to „że obrońców zmogą głód, nuda lub wewnętrzne spory”. Morale obrońców podupadło gdy stało się jasne że odsiecz nie nadejdzie. Istnieją dwie zasadnicze wersje zdobycia miasta. Według tej najbardziej rozpowszechnionej, wywodzącej się od Ibn Asakira, miasto zdobył szturmem Chalid ibn al-Walid, który wykorzystując moment nieuwagi obrońców spowodowany świętowaniem narodzin syna bizantyńskiego dowódcy z zaskoczenia zaatakował Bramę Wschodnią. W tym samym czasie Abu Ubajda miał wynegocjować z Damasceńczykami warunki kapitulacji i wejść do miasta od strony Bramy Dżabija. Oddziały dwóch arabskich wodzów miały spotkać się na starym placu targowym Kanisa. Według wersji zachowanej w Kitab Futuh al-Buldan to Abu Ubajda miał zdobyć Bramę Dżabija i siłą wkroczyć do miasta, zaś Chalid przyjąć jego kapitulację przy Bramie Wschodniej. Oddziały obu wodzów miały spotkać się przy al-Baris, pośrodku ulicy nazywanej Prostą nieopodal kościoła al-Maksallat.
Jak zauważa Hugh N. Kennedy: „Skomplikowane historie na temat zdobycia Damaszku z dwóch różnych krańców na dwa różne sposoby mogą stanowić próbę rozwiązania palącego zagadnienia czy miasto zdobyto przy użyciu siły, czy dzięki układowi. W tym przypadku, jak się zdaje, autorytety wydają się dążyć do kompromisu nieprzynoszącego jednoznacznego rozstrzygnięcia”. Zagadnienie to dlatego było tak palące, ponieważ we wczesnym okresie panowania islamu od tego czy miasto poddało się, czy też zdobyto je siłą, zależał jego status prawny, w szczególności zaś wysokość płaconych przez niego podatków.
Znane nam relacje ukazują społeczność Damaszku jako głęboko podzieloną. Miasto stanowiło ośrodek cesarskiej władzy, z wojskowym namiestnikiem mianowanym przez samego cesarza, jednak wielu, jeśli nie większość jego mieszkańców było chrześcijańskimi Arabami. Wielu z nich czuło się bardziej związanych ze swoimi rodakami za murami niż z Grekami i Ormianami stanowiącymi garnizon miasta. Cywilny namiestnik Damaszku, Mansur ibn Sardżun (Mansur syn Sergiusza), miał ewidentnie sprzyjać zdobyciu miasta przez Arabów. Zgodnie z jedną z tradycji zachowanych u Ibn Asakira mnich (bez wątpienia Mansur ibn Sardżun) miał oddać miasto w ręce Chalida ibn al-Walida, podczas gdy inna część arabskiej armii weszła do Damaszku przy użyciu siły. Mansur ibn Sardżun miał następnie sprawować wysokie urzędy w administracji Umajjadów, podobnie jak jego syn Sergiusz i wnuk Jan.
Niemiecki historyk Jens Scheiner starał się dotrzeć do pierwotnych arabskich narracji, poprzedzających przedstawione powyżej tradycje dotyczące zdobycia miasta. Według niego pod Damaszkiem pojawił się przynajmniej jeden oddział arabskich żołnierzy prowadzonych przez Chalida ibn al-Walida. Arabowie obozowali przez jakiś czas pod murami miasta, po czym z nieznanych nam powodów Damasceńczycy rozpoczęli z nimi negocjacje dotyczące przekazania miasta, ustanawiając przedstawiciela w osobie duchownego lub innego urzędnika. Ten przedstawiciel wynegocjował traktat z Chalidem ibn al-Walidem. Żadne walki nie miały miejsca i do przejścia miasta w ręce arabskie doszło na drodze dyplomatycznej.